# Álbuns número um na Billboard 200 em 2004

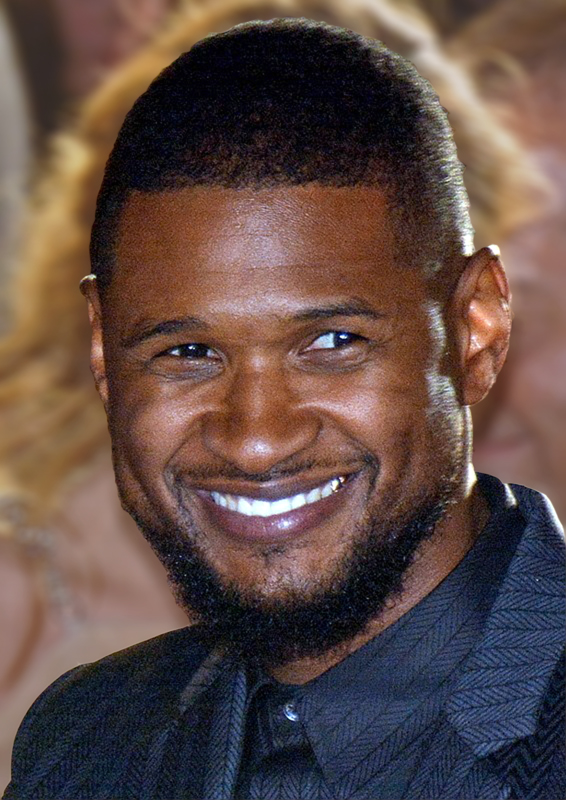
Confessions, de Usher, foi o álbum que permaneceu por mais tempo no topo da Billboard 200 em 2004 e também o mais adquirido do ano no país.

Este anexo lista os álbuns número um na Billboard 200 em 2004. Todos os rankings são pesquisados e compilados pela Nielsen Soundscan com registros de vendas físicas nos Estados Unidos.
29 álbuns chegaram ao topo da parada, entre os discos que mais permaneceram foram o Feels like Home de Norah Jones, 6 semanas consecutivos e Confessions de Usher por nove semanas sendo que 5 seguidas. O cantor de hip hop Eminem ficou com duas edições no número um com seu álbum de estúdio Encore. OutKast foi a banda mais bem sucedida na parada com seu disco Speakerboxxx/The Love Below com 4 semanas entre os mais vendidos dos EUA.	
As séries de Now That's What I Call Music! conseguiram emplacar duas coletâneas no topo com a edição Now 16 por duas semanas e a edição Now 17 por uma semana e meses depois do seu anterior. Collision Course de Jay-Z e Linkin Park foi o único álbum com dois cantores a chegar no topo da lista dos 200 mais comercializados. E completam no topo os artistas Green Day, Tim McGraw, Avril Lavigne, Alicia Keys e Ashlee Simpson, entre outros.

## Histórico da parada
| Data            | Álbum                                   | Artista(s)          | Vendas aproximadas | Ref.   |
| --------------- | --------------------------------------- | ------------------- | ------------------ | ------ |
| 3 de janeiro    | The Diary of Alicia Keys                | Alicia Keys         | 370.000+           | [ 2 ]  |
| 10 de janeiro   | Speakerboxxx/The Love Below             | OutKast             | 374.000+           | [ 3 ]  |
| 17 de janeiro   | Speakerboxxx/The Love Below             | OutKast             | 151.000+           | [ 4 ]  |
| 24 de janeiro   | Closer                                  | Josh Groban         | 110.000+           | [ 5 ]  |
| 31 de janeiro   | Speakerboxxx/The Love Below             | OutKast             | 97.000+            | [ 6 ]  |
| 7 de fevereiro  | Speakerboxxx/The Love Below             | OutKast             | 86.000+            | [ 7 ]  |
| 14 de fevereiro | Kamikaze                                | Twista              | 312.000+           | [ 8 ]  |
| 21 de fevereiro | When the Sun Goes Down                  | Kenny Chesney       | 550.000+           | [ 9 ]  |
| 28 de fevereiro | Feels like Home                         | Norah Jones         | 1.020.000+         | [ 10 ] |
| 6 de março      | Feels like Home                         | Norah Jones         | 395.000+           | [ 11 ] |
| 13 de março     | Feels like Home                         | Norah Jones         | 280.000+           | [ 12 ] |
| 20 de março     | Feels like Home                         | Norah Jones         | 204.000+           | [ 13 ] |
| 27 de março     | Feels like Home                         | Norah Jones         | 183.000+           | [ 14 ] |
| 3 de abril      | Feels like Home                         | Norah Jones         | 147.000+           | [ 15 ] |
| 10 de abril     | Confessions                             | Usher               | 1.069.000+         | [ 16 ] |
| 17 de abril     | Confessions                             | Usher               | 486.000+           | [ 17 ] |
| 24 de abril     | Confessions                             | Usher               | 463.000+           | [ 18 ] |
| 1 de maio       | Confessions                             | Usher               | 302.000+           | [ 19 ] |
| 8 de maio       | Confessions                             | Usher               | 253.000+           | [ 20 ] |
| 15 de maio      | D12 World                               | D12                 | 544.000+           | [ 21 ] |
| 22 de maio      | Confessions                             | Usher               | 267.000+           | [ 22 ] |
| 29 de maio      | Confessions                             | Usher               | 228.000+           | [ 23 ] |
| 5 de junho      | Confessions                             | Usher               | 214.000+           | [ 24 ] |
| 12 de junho     | Under My Skin                           | Avril Lavigne       | 381.000+           | [ 25 ] |
| 19 de junho     | Confessions                             | Usher               | 194.000+           | [ 26 ] |
| 26 de junho     | Contraband                              | Velvet Revolver     | 256.000+           | [ 27 ] |
| 3 de julho      | To the 5 Boroughs                       | Beastie Boys        | 360.000+           | [ 28 ] |
| 10 de julho     | Kiss of Death                           | Jadakiss            | 246.000+           | [ 29 ] |
| 17 de julho     | The Hunger For More                     | Lloyd Banks         | 434.000+           | [ 30 ] |
| 24 de julho     | The Hunger For More                     | Lloyd Banks         | 164.000+           | [ 31 ] |
| 31 de julho     | License to Chill                        | Jimmy Buffett       | 239.000+           | [ 32 ] |
| 7 de agosto     | Autobiography                           | Ashlee Simpson      | 398.000+           | [ 33 ] |
| 14 de agosto    | Now 16                                  | Vários artistas     | 504.000+           | [ 34 ] |
| 21 de agosto    | Autobiography                           | Ashlee Simpson      | 286.000+           | [ 35 ] |
| 28 de agosto    | Autobiography                           | Ashlee Simpson      | 263.000+           | [ 36 ] |
| 4 de setembro   | Now 16                                  | Vários Artistas     | 207.000+           | [ 37 ] |
| 11 de setembro  | Live Like You Were Dying                | Tim McGraw          | 766.000+           | [ 38 ] |
| 18 de setembro  | Live Like You Were Dying                | Tim McGraw          | 227.000+           | [ 39 ] |
| 25 de setembro  | What I Do                               | Alan Jackson        | 178.000+           | [ 40 ] |
| 2 de outubro    | Suit                                    | Nelly               | 396.000+           | [ 41 ] |
| 9 de outubro    | American Idiot                          | Green Day           | 267.000+           | [ 42 ] |
| 16 de outubro   | Feels Like Today                        | Rascal Flatts       | 201.000+           | [ 43 ] |
| 23 de outubro   | 50 Number Ones                          | George Strait       | 343.000+           | [ 44 ] |
| 30 de outubro   | 50 Number Ones                          | George Strait       | 190.000+           | [ 45 ] |
| 6 de novembro   | Stardust: The Great American Songbook 3 | Rod Stewart         | 240.000+           | [ 46 ] |
| 13 de novembro  | Unfinished Business                     | R. Kelly e Jay-Z    | 215.000+           | [ 47 ] |
| 20 de novembro  | Now 17                                  | Various Artists     | 407.000+           | [ 48 ] |
| 27 de novembro  | Encore                                  | Eminem              | 711.000+           | [ 49 ] |
| 4 de dezembro   | Encore                                  | Eminem              | 871.000+           | [ 50 ] |
| 11 de dezembro  | How to Dismantle an Atomic Bomb         | U2                  | 840.000+           | [ 51 ] |
| 18 de dezembro  | Collision Course                        | Jay-Z e Linkin Park | 368.000+           | [ 52 ] |
| 25 de dezembro  | The Red Light District                  | Ludacris            | 322.000+           | [ 53 ] |